# Biriusinsk
Biriusinsk (del ruso: Бирюсинск) es una ciudad del óblast de Irkutsk, en Rusia. Está situada a orillas del río Biriusa, en la cuenca del Angará, tributario del Yeniséi, a 682 km al noroeste de Irkutsk y a 12 km de Taishet, la capital del raión al que pertenece. Su población era de 9.307 en 2010.

## Historia
Biriusinsk fue fundada en la primera mitad del siglo XX como un asentamiento para trabajadores llamado Suyetija, por el río del mismo nombre. Recibió el nombre actual (por el río Biriusa) y el estatus de ciudad en 1967.

## Población
| 1959   | 1970   | 1979   | 1989   | 2002   | 2008  |
| ------ | ------ | ------ | ------ | ------ | ----- |
| 13 300 | 13 500 | 12 700 | 12 066 | 10 004 | 9 396 |

## Economía y transporte
Las principales actividades económicas de la ciudad son la explotación forestal y la transformación de la madera. Por otro lado en la ciudad se halla una instalación de hidrólisis, que produce metanol, levadura alimenticia y furfural.
Biriusinsk se encuentra en el ferrocarril Transiberiano, en el kilómetro 4.503 desde Moscú. 